# アログリプチン
アログリプチン（Alogliptin）は、武田薬品工業の子会社が開発したDPP-4阻害薬に属する経口血糖降下薬の一つである。商品名ネシーナ。他のグリプチン系薬剤同様、体重増加をほとんど起こさず、低血糖を発現する危険が少なく、血糖低下作用は比較的弱い。

## 効能・効果
2型糖尿病

## 副作用
重大な副作用として添付文書に記載されているものは、低血糖、急性膵炎、肝機能障害、 黄疸、スティーブンス・ジョンソン症候群（皮膚粘膜眼症候群）、多形紅斑、横紋筋融解症、腸閉塞、間質性肺炎である。臨床試験でも軽度の低血糖症が観察されている。
アログリプチンは体重増加をきたさず、冠血管イベントや心不全を増加させない。

## 禁忌
添付文書による禁忌。
1. 重症ケトーシス、糖尿病性昏睡又は前昏睡、１型糖尿病の患者。
2. 重症感染症、手術前後、重篤な外傷のある患者。
3. 本剤の成分に対し過敏症の既往歴のある患者。

## 臨床試験
アログリプチンはDPP-4（ジペプチジルペプチダーゼ-4）阻害薬であり、インクレチンホルモンであるGLP-1（グルカゴン様ペプチド-1）およびGIP（グルコース依存性インスリン分泌促進ペプチド）の不活性化を遅延させる。
2011年に報告された無作為化比較臨床試験は、新たに診断された2型糖尿病患者にアログリプチン（4用量）、偽薬、ボグリボースのいずれかを割り付けて治療効果（12週後のHbA1c）を確認するものであり、日本で実施された。アログリプチンの効果は偽薬またはボグリボースの効果を上回った。
2012年に報告された臨床試験は、新たに診断された2型糖尿病日本人患者における「極低脂肪・カロリーの伝統的和食」に対するアログリプチンの非劣性を示そうとするものであった。その結果は、アログリプチンと食事療法は共に、HbA1cおよび血糖値の数値を改善することが示された。アログリプチンはボディマス指数(BMI)を変化させなかったが、食事療法はBMIを有意に減少させた。
2011年に報告された無作為化臨床試験は、メトホルミン+ピオグリタゾンに対するアログリプチンの上乗せ効果と、メトホルミン+ピオグリタゾンでのピオグリタゾンの増量効果とを比較するものであった。その結果、アログリプチンの上乗せ効果はピオグリタゾンの増量効果を上回っていた。
2013年の報告された大規模臨床試験「EXAMINE」では、プラセボとアログリプチンでは心血管イベントの発生率に差が見られなかった 。

## 承認取得状況
日本では2008年9月に承認申請資料がPMDAに提出され、2010年4月にまず「2型糖尿病のうち、食事療法+運動療法のみまたは食事療法+運動療法+α-グルコシダーゼ阻害剤 で充分な効果が得られない場合」について承認された。その後、2010年8月に「食事療法+運動療法+チアゾリジン系薬剤で充分な効果がない場合」について、2011年2月に「食事療法+運動療法+スルホニルウレア系薬剤または食事療法+運動療法+ビグアナイド系薬剤で充分な効果がない場合」について追加承認され、2014年5月、効能・効果が「2型糖尿病」に変更された。また、ピオグリタゾンとの合剤が2011年7月に、メトホルミンとの合剤が2016年9月に承認された。
2007年12月、米国FDAに対してアログリプチンの承認申請（NDA）が提出された。第III相臨床試験の結果を受けてのものであった。しかし最初の申請は却下され、2011年7月に再度NDA（アログリプチン単剤とアログリプチン・ピオグリタゾン合剤の2種類）が提出された。2012年、FDAは再度、データ不足を理由に申請を却下した。2013年1月、FDAは「食事療法・運動療法で効果不充分な成人2型糖尿病」についてアログリプチン単剤、アログリプチン・メトホルミン合剤、アログリプチン・ピオグリタゾン合剤の3種類の薬剤を販売承認した。
欧州でも販売承認申請が提出されたが、2009年6月にデータ不足を理由に取下げられた。2013年9月、ECは「既存薬で効果不十分な場合の成人2型糖尿病」を対象としてアログリプチン単剤、アログリプチン・メトホルミン合剤、アログリプチン・ピオグリタゾン合剤の販売を承認した。